# Pańska Przehybka

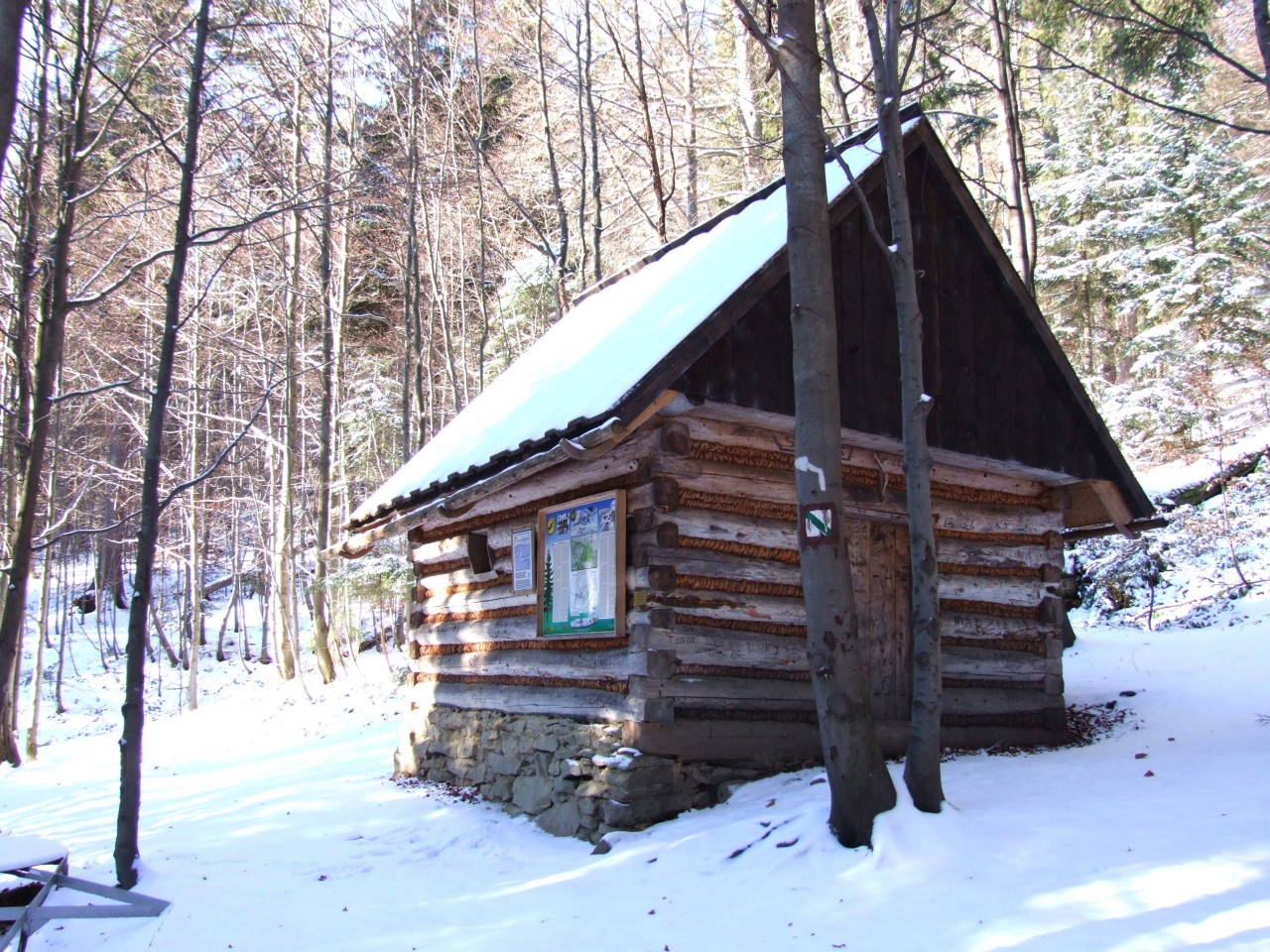
Szałas na Pańskiej Przehybce

Pańska Przehybka – przełęcz w Gorcach położona na wysokości 995 m n.p.m., pomiędzy Jaworzyną Kamienicką a Magurkami. Po jej zachodniej stronie spływa Forędówka, po wschodniej stronie potok Duże Jaszcze. Administracyjnie znajduje się na obszarze miejscowości Ochotnica Górna, w granicach Gorczańskiego Parku Narodowego.

## Nazwa
Nazwa przehybka pochodzi od słowackiego słowa priehyba i łemkowskiego prehyba. Jest to określenie często spotykane w nazwach geograficznych na obszarze Karpat. W Beskidzie Sądeckim, Pieninach i Gorcach uległo spolszczeniu na Przechyba. Pierwotnie oznaczało ono formację podobną do przełęczy lub siodła, ale nie typową – bywa to np. płytka i rozległa przełęcz, polana na górskim grzbiecie, bez typowego dla przełęczy wcięcia. Później kartografowie czasami poprzesuwali nazwę na sąsiednie formacje, np. szczyty, garby na grzbiecie, polany, lasy.

## Katastrofa samolotu B-24 Liberator w 1944 r.
Pańska Przehybka znana jest z tego, że 18 grudnia 1944 rozbił się tutaj amerykański czterosilnikowy ciężki samolot bombowy typu B-24J Liberator, o numerze 42-251714 i imieniu własnym „California Rocket”. Załogę samolotu stanowiło 10 żołnierzy należących do 757. dywizjonu 459 Grupy Lotnictwa Bombowego 15 Armii Powietrznej Stanów Zjednoczonych (United States Air Force) pod dowództwem por. pilota Williama J. Beimbrinka. W misji nr 166 samolot wystartował rano 18 grudnia wraz z innymi bombowcami z lotniska Giulia Field koło Cerignola we Włoszech z zadaniem zbombardowania niemieckich zakładów produkcji benzyny syntetycznej w Dworach koło Oświęcimia. Jeszcze przed dotarciem do celu, w wyniku ostrzału przez artylerię przeciwlotniczą, przestały pracować trzy silniki. W tej sytuacji samolot zrzucił zabezpieczone bomby w bezpiecznym miejscu w rejonie Pszczyny i skierował się w stronę rosyjskiego frontu, gdyż powrót do Włoch na jednym silniku był niemożliwy. Jednakże ponad Gorcami ostatni silnik stracił moc. Dziesięcioosobowa załoga bombowca wyskoczyła na spadochronach, dziewięciu spadochroniarzy zostało odszukanych dzięki szybko zorganizowanej akcji partyzantów AK stacjonujących w Gorcach oraz ludności wsi Ochotnica. Zaginął tylko kapitan samolotu, a jego ciała nigdy nie odnaleziono. Uratowani żołnierze zostali pod opieką partyzantów do przyjścia frontu radzieckiego, a następnie dostali się do Odessy, stamtąd statkiem do Włoch, a po wojnie do swojej ojczyzny.
W 50 rocznicę tego wydarzenia na Pańskiej Przehybce w miejscu, gdzie upadł samolot, odsłonięto pomnik. Jest to zmontowany przy użyciu oryginalnych elementów tego samolotu fragment kadłuba Liberatora. Obok wybudowano drewniany szałas w tradycyjnym miejscowym stylu, a na nim zamontowano tablicę z opisem tego wydarzenia, jak również historii ruchu oporu w Gorcach. W uroczystości jej odsłonięcia uczestniczyło trzech uratowanych członków załogi samolotu.
Szczegółowy opis ostatniego lotu samolotu „California Rocket” znajduje się w książce Roberta Panka i Krzysztofa Wielgusa Liberator w Gorcach.

## Przyroda
Rejon przełęczy jest porośnięty lasem. W górnej części doliny potoku Jaszcze, między polaną Tomaśkula a Pańską Przehybką rośnie rzadki w Polsce ostrożeń dwubarwny}.

## Szlaki turystyki pieszej
ścieżka edukacyjna „Dolina Potoku Jaszcze”: Jaszcze Duże (parking) – Jaszcze Małe – Łonna – Pańska Przehybka – Tomaśkula – Magurki – Kurnytowa Polana – Jaszcze Duże. Jest to zamknięta pętla zaczynająca się i kończąca w tym samym miejscu. Czas przejścia 3 godziny.